# Saint-Laurent-sur-Sèvre
Saint-Laurent-sur-Sèvre è un comune francese di 4 352 abitanti situato nel dipartimento della Vandea nella regione dei Paesi della Loira.

## Società

### Evoluzione demografica
Abitanti censiti